# Tour du Jura 2022
La 19e édition du Tour du Jura, une course cycliste masculine sur route, a lieu en France dans le département du Jura le 16 avril 2022. Elle fait partie du calendrier UCI Europe Tour 2022 (troisième niveau mondial) en catégorie 1.1.

## Présentation

### Parcours
Au départ de Champagnole, le tracé long de 169,8 km épouse un relief vallonné se terminant à Nozeroy.

### Équipes participantes
| WorldTeams (4)- AG2R Citroën Team - Cofidis - Groupama-FDJ - Lotto-Soudal ProTeams (7)- B&B Hotels-KTM - Bingoal Pauwels Sauces WB - Burgos-BH - Equipo Kern Pharma - Sport Vlaanderen-Baloise - Arkéa-Samsic - TotalEnergies Équipes continentales (8)- EF Education-Nippo Development - EvoPro Racing - Go Sport-Roubaix Lille Métropole - Nice Métropole Côte d'Azur - Riwal - Saint Michel-Auber 93 - UC Nantes Atlantique - Vorarlberg |
| |

## Classements

### Classement final
| \| Classement général \| Classement général \| Classement général \| Classement général \| Classement général \| \| Coureur \| Coureur \| Pays \| Équipe \| Temps \| \| ------------------ \| ------------------- \| ------------------ \| ------------------ \| ------------------ \| \| 1er \| Ben O'Connor \| Australie \| AG2R Citroën Team \| 4 h 04 min 31 s \| \| 2e \| Jesús Herrada \| Espagne \| Cofidis \| + 0 s \| \| 3e \| Axel Zingle \| France \| Cofidis \| + 19 s \| \| 4e \| Julien Simon \| France \| TotalEnergies \| + 22 s \| \| 5e \| Dorian Godon \| France \| AG2R Citroën Team \| + 24 s \| \| 6e \| Élie Gesbert \| France \| Arkéa-Samsic \| + 27 s \| \| 7e \| Lilian Calmejane \| France \| AG2R Citroën Team \| + 27 s \| \| 8e \| Nans Peters \| France \| AG2R Citroën Team \| + 30 s \| \| 9e \| Rudy Molard \| France \| Groupama-FDJ \| + 34 s \| \| 10e \| Clément Champoussin \| France \| AG2R Citroën Team \| + 34 s \| |                     |           |                   |                 |
| |                     |           |                   |                 |
| Source : ProCyclingStats |                     |           |                   |                 |
| Classement général |                     |           |                   |                 |
| Coureur | Coureur             | Pays      | Équipe            | Temps           |
| 1er | Ben O'Connor        | Australie | AG2R Citroën Team | 4 h 04 min 31 s |
| 2e | Jesús Herrada       | Espagne   | Cofidis           | + 0 s           |
| 3e | Axel Zingle         | France    | Cofidis           | + 19 s          |
| 4e | Julien Simon        | France    | TotalEnergies     | + 22 s          |
| 5e | Dorian Godon        | France    | AG2R Citroën Team | + 24 s          |
| 6e | Élie Gesbert        | France    | Arkéa-Samsic      | + 27 s          |
| 7e | Lilian Calmejane    | France    | AG2R Citroën Team | + 27 s          |
| 8e | Nans Peters         | France    | AG2R Citroën Team | + 30 s          |
| 9e | Rudy Molard         | France    | Groupama-FDJ      | + 34 s          |
| 10e | Clément Champoussin | France    | AG2R Citroën Team | + 34 s          |

## Liste des participants
| Légende | Légende                                                                    | Légende | Légende                                                    |
| ------- | -------------------------------------------------------------------------- | ------- | ---------------------------------------------------------- |
| Num     | Dossard de départ porté par le coureur sur la Drôme Classic                | Pos     | Position à l'arrivée de la course                          |
|         | Indique un maillot de champion national ou mondial, suivi de sa spécialité | NP      | Indique un coureur qui n'a pas pris le départ de la course |
| AB      | Indique un coureur qui n'a pas terminé la course                           | HD      | Indique un coureur qui a terminé la course hors des délais |
| DSQ     | Indique un coureur qui a été disqualifié de la course                      |         |                                                            |

### Classements UCI
La course attribue des points au Classement mondial UCI 2022 selon le barème suivant :
| Position   | 1er | 2e  | 3e  | 4e  | 5e | 6e | 7e | 8e | 9e | 10e | 11e | 12e | 13e | 14e | 15e | 16e à 30e | 31e à 40e |
| Classement | 200 | 150 | 125 | 100 | 85 | 70 | 60 | 50 | 40 | 35  | 30  | 25  | 20  | 15  | 10  | 5         | 3         |